# Gari (Kruševac)
Gari (Servisch cyrillisch Гари) is een plaats in de Servische gemeente Kruševac. De plaats telt 535 inwoners (2002).